# Ilia Shtokalov
Ilia Shtokalov est un céiste russe né le 1er septembre 1986 à Pobeda. Il remporte la médaille de bronze en C1 1 000 mètres aux Jeux olympiques d'été de 2016 à Rio de Janeiro après la disqualification du Moldave Serghei Tarnovschi, originellement troisième de l'épreuve.
Il remporte aussi la médaille de bronze du C4 1 000 mètres aux Championnats d'Europe 2009 et aux Championnats d'Europe 2017.